# English as she is spoke

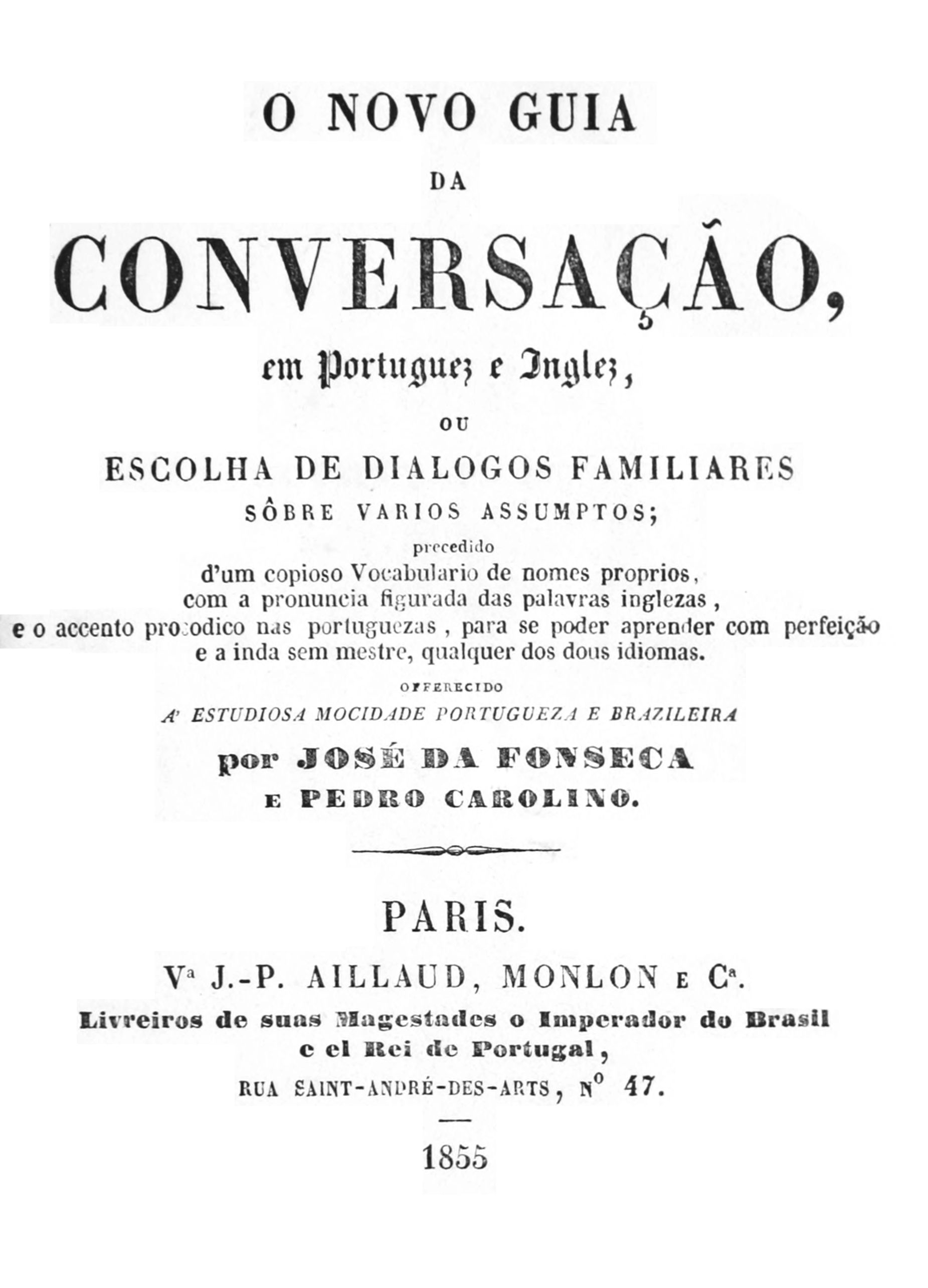

English as she is spoke, de título original O Novo Guia de Conversação, em Portuguez e Inglez, em Duas Partes, es el título de una guía de conversación portugués-inglés publicada en 1855 por Pedro Carolino y José da Fonseca (1788-1866), que debido a sus errores es considerada uno de los grandes clásicos del humor no intencionado.

## Origen
Se considera que el libro fue escrito, por encargo de una editorial, por Pedro Carolino a partir de una guía de conversación Portugués-Francés escrita por José da Fonseca. Según investigaciones de Alexander MacBride del Departamento de Lingüística de la Universidad de California, Los Ángeles (UCLA), Pedro Carolino habría usado la obra de José da Fonseca sin el conocimiento de este, y atribuyéndole su coautoría sin cederle parte del pago.
El único problema es que Pedro Carolino no hablaba una palabra de inglés y estaba también lejos de dominar la lengua portuguesa. Toda la obra, según la opinión de los académicos, se resumió a la traducción, con la ayuda de un diccionario francés-inglés, de la "Guía Francés-Portugués" de José da Fonseca. Este último era un escritor competente que había publicado varias obras, y que casi con toda seguridad no fue consultado acerca de su contribución en la obra, pero que sirvió para dar más credibilidad a su coautor, menos conocido que él.
El libro fue publicado en 1855, en París y Lisboa. La primera edición puramente con intención cómica, fue publicada en 1869 en Estados Unidos. El descubrimiento del potencial cómico del libro lo hizo un británico de Hong Kong, que de visita a Macao, lo encontró como "libro recomendado" para las clases de lengua inglesa de los niños de las escuelas públicas de Macao. Escribió para el periódico londinense Notes and Queries un artículo sobre el libro, dándolo a conocer así al mundo.

## Crítica y éxito

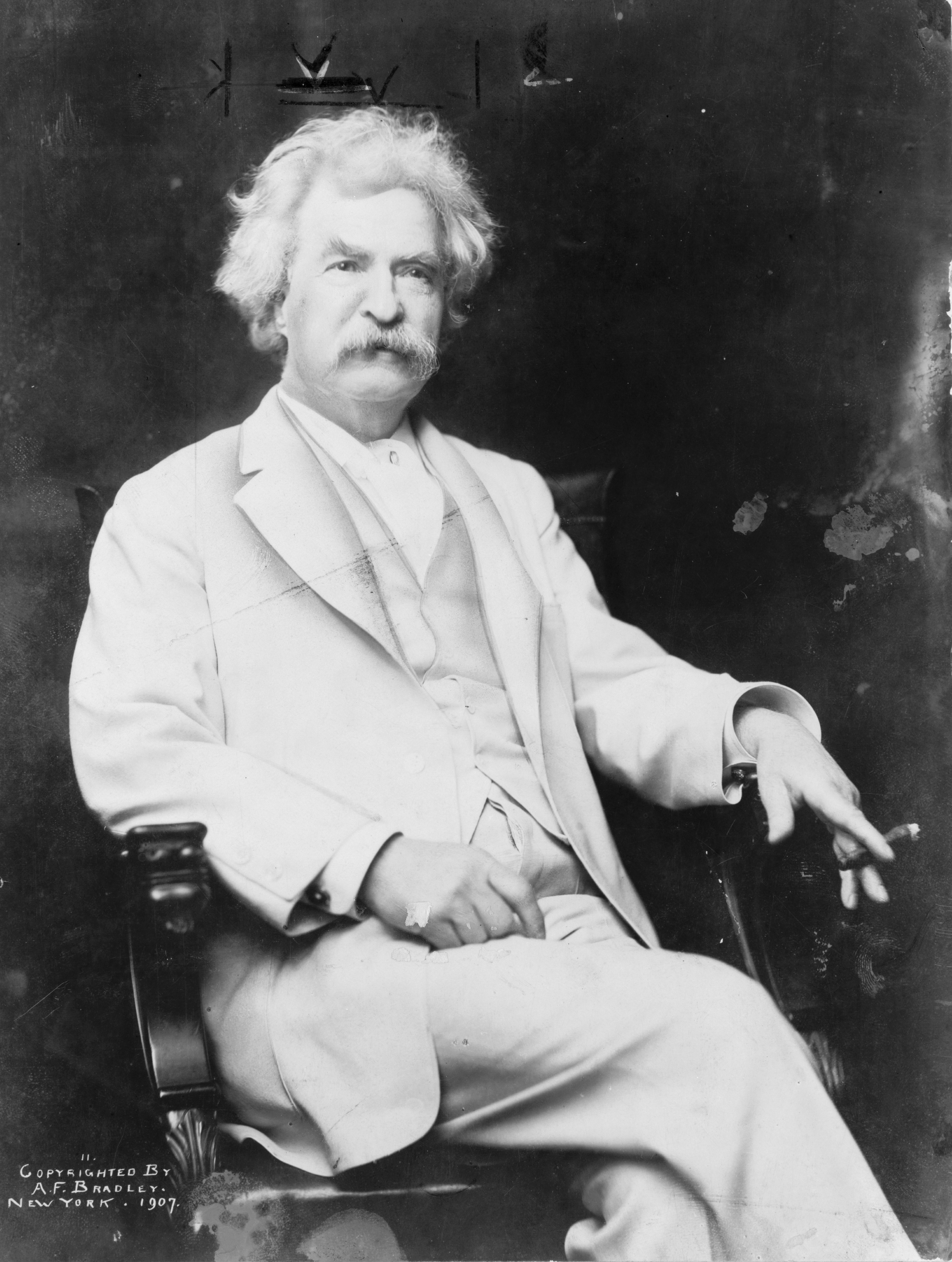
Mark Twain

Una de las primeras personas en expresar su opinión sobre esta obra fue el famoso escritor estadounidense Mark Twain, autor de Las aventuras de Huckleberry Finn y Las aventuras de Tom Sawyer, que escribió una introducción para la edición publicada en EE. UU.: "Nobody can add to the absurdity of this book, nobody can imitate it successfully, nobody can hope to produce its fellow; it is perfect, it must and will stand alone: its immortality is secure" ("Nadie puede aumentar el absurdo en este libro, nadie puede imitarlo con éxito, nadie puede reproducirlo; es perfecto, no tiene ni va a tener parangón, su inmortalidad es cierta").
El éxito de English as she is spoke fue tan grande en los países anglófonos que rápidamente surgieron imitaciones, como: English as she is wrote (1883) y English as she is Taught: Being genuine answers to examination questions in our public schools (1887). Seguidamente al éxito inicial de este último libro, se publicaron nuevas compilaciones de preguntas de examen con respuestas cómicas de los alumnos. Como este género de comedia no existía antes del English as she is spoke, esta obra puede considerarse la precursora de todo un género de comedia que aún hoy perdura, en los países de lengua anglófona y en los de lengua portuguesa (por ejemplo en las respuestas de alumnos citadas en el Programa do Jô o en las webs sobre el Engrish). 
Aún hoy se publica English as she is spoke y puede encontrarse en librerías de lengua inglesa, principalmente en línea.

## Estructura
El libro tiene varias partes, todas con el mismo contenido en portugués e inglés.
1. Vocabulario
2. Diálogos adecuados al joven hidalgo, como visitas sociales, carreras de caballos, en el sastre, en la orfebrería, en la caza, y en el juego.
3. Chistes para contar en las soirées.
4. Proverbios

## Algunos pasajes
El libro es de 1855 y es, actualmente, de dominio público.

### Frases
| Frase en portugués                                                  | Frase en inglés según el libro                                                       | Frase en español                                                    | Traducción correcta                                                  |
| As paredes têm ouvidos.                                             | The walls have hearsay.                                                              | Las paredes tienen oídos.                                           | (The) walls have ears.                                               |
| Anda de gatinhas.                                                   | He go to four feet.                                                                  | Anda a gatas.                                                       | He crawls. / Crawl. (imperativo)                                     |
| A estrada é segura?                                                 | Is sure the road?                                                                    | ¿La carretera es segura?                                            | Is the road safe?                                                    |
| Sabe montar a cavalo.                                               | He know ride horse.                                                                  | Sabe montar a caballo.                                              | He can ride a horse.                                                 |
| Que horas são?                                                      | What o'clock is it?                                                                  | ¿Qué hora es?                                                       | What time is it?                                                     |
| Quem cala consente.                                                 | That not says a word, consent.                                                       | Quien calla, otorga.                                                | The One who doesn't object, consents.                                |
| Que faz ele?                                                        | What do him?                                                                         | ¿Qué hace?                                                          | What does he do? / What is he doing?                                 |
| Tenho vontade de vomitar.                                           | I have mind to vomit.                                                                | Tengo ganas de vomitar.                                             | I feel like vomiting.                                                |
| Este lago parece-me bem piscoso. Vamos pescar para nos divertirmos. | That pond it seems me many multiplied of fishes. Let us amuse rather to the fishing. | Este lago parece repleto de peces. Vamos a pescar para divertirnos. | This lake seems like it's full of fish. Let's have some fun fishing. |
| Bem sei o que devo fazer ou me compete.                             | I know well who I have to make.                                                      | Sé bien lo que tengo que hacer o me compete.                        | I know very well what I have to do and what my responsibilities are. |

### Diálogos
El libro contiene algunas expresiones útiles para conversaciones familiares. 
Por ejemplo, durante la comida y las compras:
For to dine. (Para comer)
Go to dine, the dinner is ready.
Cut some bread; here is it, I don't know that boiled meat is good.
Gentilman, will you have some beans?
Peter, uncork a Porto wine bottle.
Sir, what will you to?
Some pears, and apples, what wilt you?
Taste us rather that liquor, it is good for the stomach.
I am too much obliged to you, is done.
For to buy. (Para las compras)
I won't have a good and fine cloth to make a coat.
How much do you sell it the ell?
We thout overcharge you from a halfpenny, it cost twenty franks.
Sir, I am not accustomed to cheapen: tell me the last price.
I have told you, sir, it is valuable in that.
It is too much dear, I give at it, eighteen franks.
You shall not have what you have wished.
You did beg me my last word, I told you them.
Well, well, cut them two ells.
Don't you will not more?
No, at present.

### Prólogo por Pedro Carolino
El prólogo del libro fue adaptado y traducido casi literalmente del prólogo del libro de conversación portugués-francés de José da Fonseca, de ahí la referencia a galicismos en la primera frase. En este prólogo, incluyendo la primera edición (a pesar de venir referida como si fuera una segunda), Pedro Carolino tiene la prudencia de asegurar al lector que su libro, al contrario de otros llenos de imprecisiones y errores, no está hecho de traducciones literales que enseñan el alumno a hablar apenas un poco de inglés, pero sí de frases "escrupulosamente exactas" dentro del espíritu de la lengua.
A choice of familiar dialogues, clean of gallicisms, and despoiled frases, it was missing yet to studious portuguese and brazilian youth.
we did put, with a scrupulous exactness, a great variety own espressions to english and portuguese idioms;
without to attach us selves (as make some others) almost at literal translation; translation what only will be for to accustom the portuguese pupils, or-foreign, to speak very bad any of the mentioned idioms. [sic]
The Works which we were conferring for this labour, fond use us for nothing; but those what were publishing to Portugal, or out, they were almost all composed for some foreign, or for some national little acquainted in the spirit of both languages. It was resulting from that corelessness to rest these Works fill of imperfections, and anomalies of style; in spite of the infinite typographical faults which some times, invert the sense of the periods. It increase not to contain any of those Works the figured pronunciation of the english words [sic].

#### Dedicatoria
Pedro Carolino dedicó este libro a los jóvenes, con mucha ternura y en su propio inglés:
We expect then, who the little book (for the care what we wrote him, and for her typographical correction) that may be worth the acceptation of the studious persons, and especialy of the Youth, at which we dedicate him particularly. [sic]

## Publicaciones a lo largo del tiempo
1853En París, J.-P. Aillaud, Monlon e Ca publica O Novo guía da conversação em francês e português por José da Fonseca. Existen copias de este libro en la Bibliothèque Nationale de France con el número de catálogo FRBNF30446608.
1855En París, J.-P. Aillaud, Monlon e Ca publica O Novo Guia da Conversação, em Português e Inglês, em Duas Partes, con autoría atribuida a José da Fonseca y Pedro Carolino. Existen copias de este libro en la Bibliothèque Nationale de France con el número de catálogo FRBNF30446609.
1860 o más tardeSurge el nuevo título English as she is spoke
Desde 1870 hasta 1969Surgen varias publicaciones en diversos países de lengua inglesa, como el Reino Unido, EE. UU. y Australia.
1969Republicado en Nueva York por Dover Publications, English as she is spoke; the new guide of the conversation in Portuguese and English (ISBN 0-486-22329-9).
2002Nueva edición editada por Paul Collins y publicada por Collins Library (ISBN 0-9719047-4-X).
2004Nueva versión encuadernada en rústica (ISBN 1-932416-11-0).